# 히가시이와이군

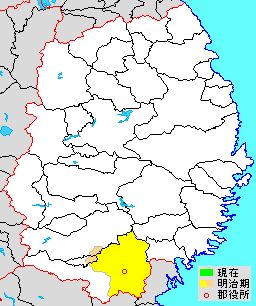
이와테현 히가시이와이군의 위치(연노랑:후에 다른 군에 편입된 구역)

히가시이와이군(일본어: 東磐井郡, ひがしいわいぐん)은 일본 이와테현 남부에 있던 군이다.

## 군역
1879년 행정 구역으로 발족 당시의 군역은, 대체로 아래 구역에 해당한다.
- 이치노세키시의 일부(기타카미강 동쪽)
- 오슈시의 일부(마에사와세이보)
- 니시이와이군 히라이즈미정의 일부(기타카미강 동쪽)

## 역사
- 1878년 11월 26일 - 군구정촌 편제법이 이와테현에서 시행되면서, 행정 구역으로서의 이와이군이 발족.
- 1879년 1월 4일 - 이와이군이 분할되어, 히가시야마 구역으로 히가시이와이군이 발족이 발족.(34촌)

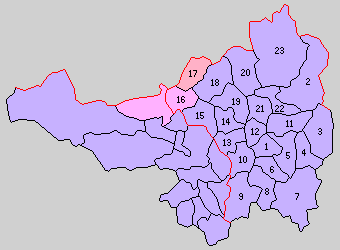
1.센마야촌 2.오하라촌 3.오리카베촌 4.야고시촌 5.고나시촌 6.야사와촌 7.오쓰호촌 8.후지사와촌 9.기노미촌 10.우스기누촌 11.오쿠타마촌 12.이와시미즈촌 13.간자키촌 14.마쓰카와촌 15.마이카와촌 16.나가시마촌 17.세이보촌 18.다코즈촌 19.나가사카촌 20.사루사와촌 21.스리사와촌 22.시부타미촌 23.오키타촌 (보라:이치노세키시 등색:오슈시 분홍색:히라이즈미정)

- 1889년 4월 1일 - 정촌제 시행으로, 아래으ㅏ 정촌이 발족.(23촌)
  - 센마야촌(千厩村), 오리카베촌(折壁村), 야고시촌(矢越村), 고나시촌(小梨村), 야사와촌(八沢村), 오쓰호촌(大津保村), 후지사와촌(藤沢村), 기노미촌(黄海村), 우스기누촌(薄衣村), 오쿠타마촌(奥玉村), 이와시미즈촌(磐清水村), 간자키촌(門崎村), 마쓰카와촌(松川村), 마이카와촌(舞川村): 현 이치노세키시
  - 나가시마촌(長島村): 현 니시이와이군 히라이즈미정
  - 세이보촌(生母村): 현 오슈시
  - 다코즈촌(田河津村), 나가사카촌(長坂村), 사루사와촌(猿沢村), 스리사와촌(摺沢村), 시부타미촌(渋民村), 오키타촌(興田村), 오하라촌(大原村): 현 이치노세키시
- 1898년 4월 1일 - 센마야촌이 정제 시행으로 센마야정(千厩町)이 됨.(1정 22촌)
- 1903년 3월 21일 - 오하라촌이 정제 시행으로 오하라정(大原町)이 됨.(2정 21촌)
- 1926년 6월 1일 - 후지사와촌이 정제 시행으로 후지사와정(藤沢町)이 됨.(3정 20촌)
- 1940년 11월 10일 - 스리사와촌이 정제 시행으로 스리사와정(摺沢町)이 됨.(4정 19촌)
- 1955년
  - 1월 1일 - 마이카와촌이 니시이와이군 겐비촌·하기쇼촌·야사카에촌과 함께 이치노세키시와 합병하여, 새로이 이치노세키시(一関市)(제2차)가 발족, 군에서 이탈.(4정 18촌)
  - 2월 1일 - 나가사카촌·다코즈촌이 합병하여, 히가시야마촌(東山村)이 발족.(4정 17촌)
  - 4월 1일(3정 9촌)
    - 후지사와정·기노미촌·야사와촌 및 오쓰호촌의 일부가 합병하여, 후지사와정(재2차)이 발족.
    - 오리카베촌·야고시촌 및 오쓰호촌의 일부가 합병하여, 무로네촌(室根村)이 발족.
    - 오하라정·스리사와정·오키타촌·사루사와촌·시부타미촌이 합병하여, 다이토정(大東町)이 발족.
    - 세이보촌이 이사와군 마에사와정·시라야마촌·고조촌과 합병하여, 이사와군 마에사와정(제2차)이 발족.

  - 4월 15일 - 나가시마촌이 니시이와이군 히라이즈미정과 합병하여, 새로이 니시이와이군 히라이즈미정(제2차)이 발족.(3정 8촌)
- 1956년 9월 30일(3정 4촌)
  - 우스기누촌·간자키촌이 합병하여, 가와사키촌(川崎村)이 발족.
  - 센마야정·이와시미즈촌·오쿠타마촌·고나시촌이 합병하여, 새로이 센마야정(2代目)이 발족.
- 1958년 11월 1일 - 마쓰카와촌아 히가시야마촌에 편입. 히가시야마촌은 당일 정제 시행으로 히가시야마정(東山町)이 됨.(4정 2촌)
- 2005년 9월 20일 - 다이토정·센마야정·히가시야마정·무로네촌·가와사키촌이 이치노세키시·니시이와이군 하나이즈미정과 합병하여, 새로이 이치노세키시(제3차)가 발족, 군에서 이탈.(1정)
- 2011년 9월 26일 - 후지사와정이 이치노세키시에 편입. 이날 히가시이와이군은 소멸됨.

## 참고 문헌
- 《가도카와 일본 지명 대사전》 편집위원회, 편집. (1985년 2월 7일). 《가도카와 일본 지명 대사전》. 3 이와테현. 가도카와 쇼텐. ISBN 4040010302.

## 같이 보기
- 이와이군 (이와테현)
- 니시이와이군